# Sympherta styriaca
Sympherta styriaca är en stekelart som först beskrevs av Heinrich 1953.  Sympherta styriaca ingår i släktet Sympherta och familjen brokparasitsteklar. Arten är reproducerande i Sverige. Inga underarter finns listade i Catalogue of Life.